# Любенецкий, Кристоффель
Кристоффель (Кшиштоф) Любенецкий (пол. Krzysztof Lubieniecki; * 1659, Щецин — † 1729, Амстердам) — польский живописец и гравер эпохи Барокко, активно творивший в период Золотого века Голландии.

## Биография
Кшиштоф Любенецкий и его брат Теодор родились в арианской семье. Их отцом был польский историк, теолог, писатель и астроном Станислав Любенецкий (1623—1675). Братья учились живописи в Гамбурге. Затем в 1667 году они отправились в Амстердам, где Кшиштоф с 1667 по 1682 год обучался искусству живописи в мастерской голландского художника—портретиста Адриана Бекера. В 1682 году брат Кшиштофа переехал в Ганновер, а затем вернулся на родину.
Кшиштоф Любенецкий остался в Амстердаме. Основным направлением его творчества было создание портретов представителей аристократии, дворянства, духовенства и членов их семей в стиле голландских мастеров живописи. В своих жанровых полотнах художник изображал жизнь городских улиц Амстердама. Ряд картин создал на библейскую тематику.
Умер в Амстердаме.

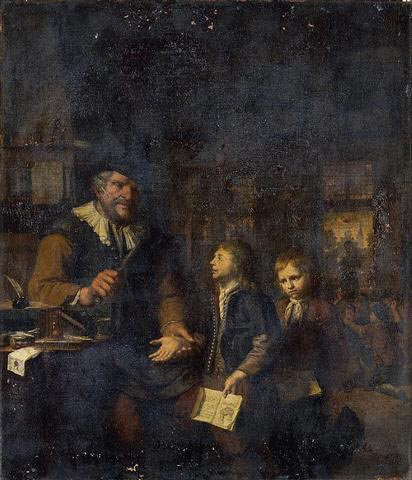
Учитель наказывающий двух учеников
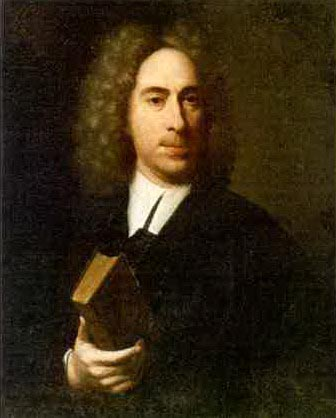
Портрет мужчины с книгой
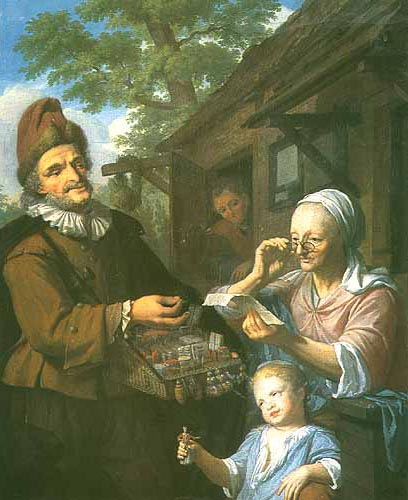
Уличный торговец
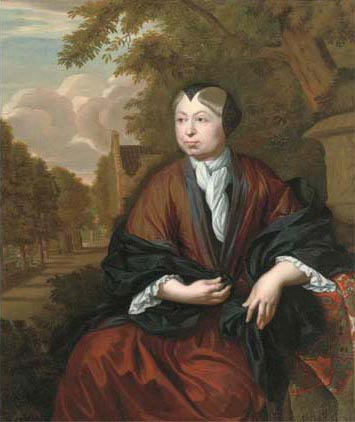
Женский портрет
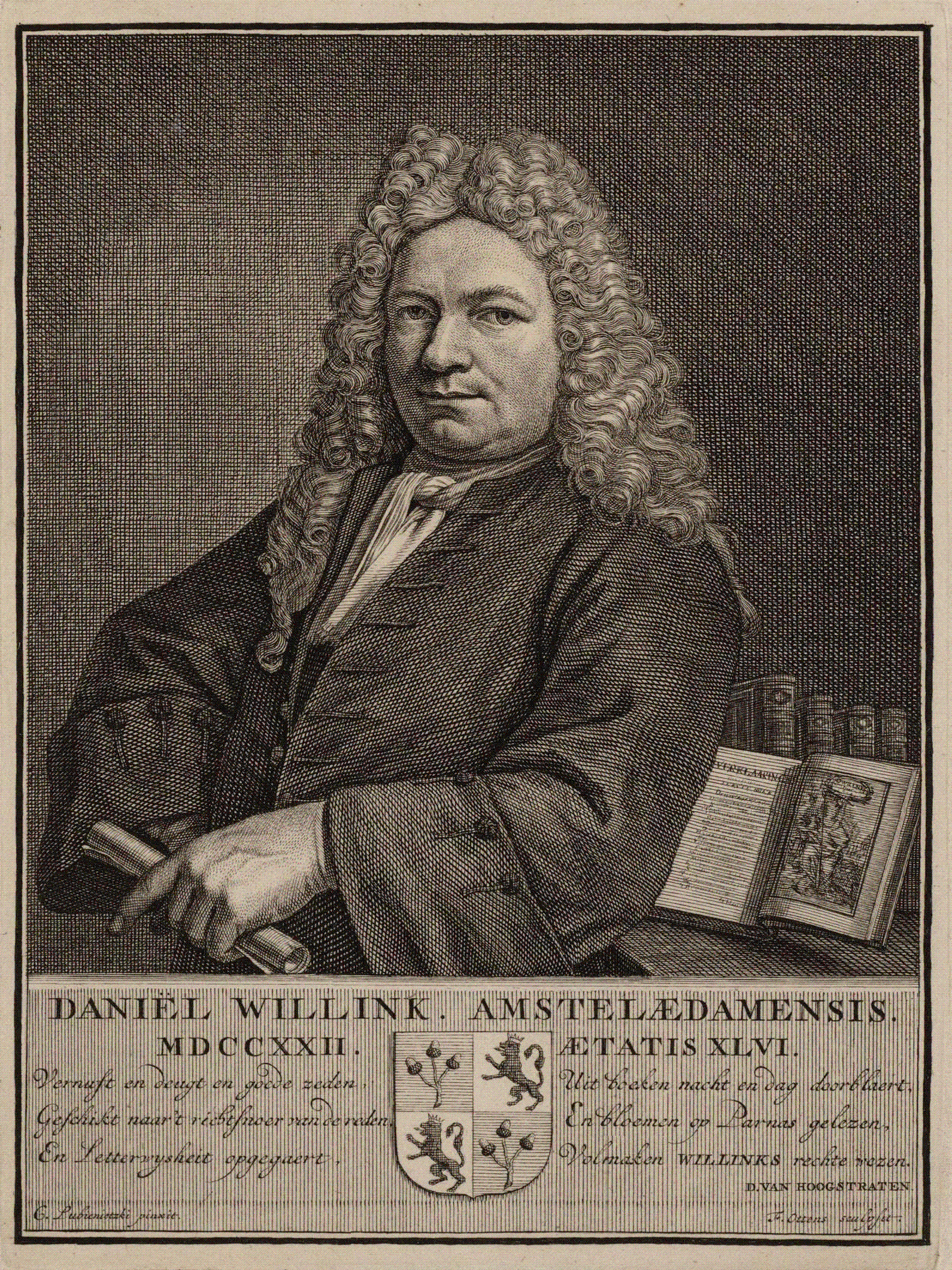
Гравюра Дениэла Виллинка
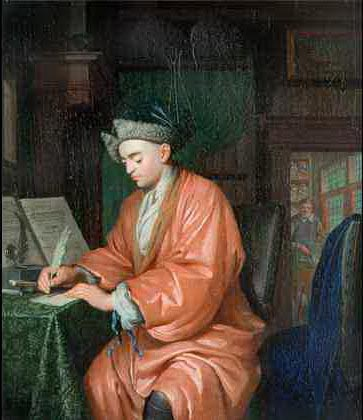
Доктор, приготавливающий лекарство